# 新興印刷
22°15′57.8052″N 114°13′59.7436″E / 22.266057000°N 114.233262111°E

新興印刷控股有限公司，簡稱新興印刷控股，以及新興印刷 （英語：Sun Hing Printing Holdings Limited，港交所：1975），在1975年，由董事會主席陳鐵生，於總部香港設立「新興印刷有限公司」（1990年才改組為有限公司），首席執行官為陳志堅，主要業務是生產和銷售承印各類印刷產品。
股份在2017年11月16日於港交所主板上市，發售定價為1.05至1.45港元，發售1.2億股，集資額1.74億港元，引入已故何鴻燊四太梁安琪作為基石投資者，認購2,400萬股，65%用於購買4台印刷機以維持及提升產能；25%用於搬遷深圳廠房；約3.3%用於升級企業資源規劃(ERP)系統；餘下用作一般營運資金。。
2020年8月11日，新興印刷有關修訂有關集資資料調整。

## 連結
- sunhingprinting.com （页面存档备份，存于）